# Ingama
Ingama est un village à environ 20 km au sud-ouest de Bulawayo (autrefois résidence royale de Mzilikazi), la seconde plus grande ville du Zimbabwe.